# Lista de episódios de Programa do Porchat

Programa do Porchat é um programa de televisão brasileiro produzido pela Eyeworks exibido originalmente pela Rede Record desde do dia 24 de agosto de 2016. O programa conta com a apresentação do ator e comediante Fábio Porchat, mais conhecido pelo seu trabalho no Porta dos Fundos, que é o canal de humor mais bem sucedido no site de compartilhamento de vídeos YouTube.
O programa pertence ao gênero late-night talk show, um tipo de programa de entrevistas que possui como algumas de seus características a sua exibição no horário noturno, precisamente nos finais de noite, e a presença da comédia durante o programa.  Este gênero é muito popular nos Estados Unidos, país no qual possuí uma grande quantidade de atrações do tipo, como o The Tonight Show Starring Jimmy Fallon e o The Late Show with Stephen Colbert.
Assim como em outros late-night talk shows, o programa também conta com uma banda em seu elenco. No caso do Programa do Porchat, quem faz esse papel é a banda Pedra Letícia, formada por Fabiano Cambota (vocais),  Pedro Torres (bateria),  Kuky Sanchez (baixo) e Xiquinho Mendes (guitarra).

## 2016

### Agosto
| N.º    | Data de exibição     | Convidado(s)                    |
| ------ | -------------------- | ------------------------------- |
| 1      | 24 de agosto de 2016 | Sasha Meneghel e Wesley Safadão |
| [ 11 ] |                      |                                 |
|        |                      |                                 |
|        |                      |                                 |
| 2      | 25 de agosto de 2016 | Tiririca                        |
| [ 12 ] |                      |                                 |
|        |                      |                                 |
|        |                      |                                 |
| 3      | 29 de agosto de 2016 | Joelma Mendes e Pedro Cardoso   |
| [ 13 ] |                      |                                 |
|        |                      |                                 |
|        |                      |                                 |
| 4      | 30 de agosto de 2016 | Marcelo Rezende                 |
| [ 14 ] |                      |                                 |
|        |                      |                                 |
|        |                      |                                 |
| 5      | 31 de agosto de 2016 | Zezé Di Camargo & Luciano       |
| [ 15 ] |                      |                                 |
|        |                      |                                 |
|        |                      |                                 |

### Setembro
| N.º    | Data de exibição       | Convidado(s)                                                                                  |
| ------ | ---------------------- | --------------------------------------------------------------------------------------------- |
| 6      | 1 de setembro de 2016  | Sônia Abrão e MC Gui                                                                          |
| [ 16 ] |                        |                                                                                               |
|        |                        |                                                                                               |
|        |                        |                                                                                               |
| 7      | 5 de setembro de 2016  | Anitta e Paloma Bernardi                                                                      |
| [ 17 ] |                        |                                                                                               |
|        |                        |                                                                                               |
|        |                        |                                                                                               |
| 8      | 6 de setembro de 2016  | Marcos & Belutti                                                                              |
| [ 18 ] |                        |                                                                                               |
|        |                        |                                                                                               |
|        |                        |                                                                                               |
| 9      | 7 de setembro de 2016  | Sabrina Sato                                                                                  |
| [ 19 ] |                        |                                                                                               |
|        |                        |                                                                                               |
|        |                        |                                                                                               |
| 10     | 8 de setembro de 2016  | Capital Inicial e Gretchen                                                                    |
| [ 20 ] |                        |                                                                                               |
|        |                        |                                                                                               |
|        |                        |                                                                                               |
| 11     | 12 de setembro de 2016 | Christian Figueiredo e MC Guimê                                                               |
| [ 21 ] |                        |                                                                                               |
|        |                        |                                                                                               |
|        |                        |                                                                                               |
| 12     | 13 de setembro de 2016 | Mr. Catra, Isabeli Fontana, Guilherme Winter, Giselle Itié                                    |
| [ 22 ] |                        |                                                                                               |
|        |                        |                                                                                               |
|        |                        |                                                                                               |
| 13     | 14 de setembro de 2016 | Marcos Mion                                                                                   |
| [ 23 ] |                        |                                                                                               |
|        |                        |                                                                                               |
|        |                        |                                                                                               |
| 14     | 15 de setembro de 2016 | Antonio Tabet, Gabriel Totoro, Gregório Duvivier, Karina Ramil, Rafael Portugal e Thati Lopes |
| [ 24 ] |                        |                                                                                               |
|        |                        |                                                                                               |
|        |                        |                                                                                               |
| 15     | 19 de setembro de 2016 | Adriane Galisteu e Ronnie Von                                                                 |
| [ 25 ] |                        |                                                                                               |
|        |                        |                                                                                               |
|        |                        |                                                                                               |
| 16     | 20 de setembro de 2016 | Kelly Key e Neto                                                                              |
| [ 26 ] |                        |                                                                                               |
|        |                        |                                                                                               |
|        |                        |                                                                                               |
| 17     | 21 de setembro de 2016 | Rodrigo Faro                                                                                  |
| [ 27 ] |                        |                                                                                               |
|        |                        |                                                                                               |
|        |                        |                                                                                               |
| 18     | 22 de setembro de 2016 | Tiago Iorc, Patrick Silva e Simony                                                            |
| [ 28 ] |                        |                                                                                               |
|        |                        |                                                                                               |
|        |                        |                                                                                               |
| 19     | 26 de setembro de 2016 | Dedé Santana e Ludmilla                                                                       |
| [ 29 ] |                        |                                                                                               |
|        |                        |                                                                                               |
|        |                        |                                                                                               |
| 20     | 27 de setembro de 2016 | Rio Negro & Solimões                                                                          |
| [ 30 ] |                        |                                                                                               |
|        |                        |                                                                                               |
|        |                        |                                                                                               |
| 21     | 28 de setembro de 2016 | Buddy Valastro                                                                                |
| [ 31 ] |                        |                                                                                               |
|        |                        |                                                                                               |
|        |                        |                                                                                               |
| 22     | 29 de setembro de 2016 | Amaury Jr.                                                                                    |
| [ 32 ] |                        |                                                                                               |
|        |                        |                                                                                               |
|        |                        |                                                                                               |

### Outubro
| N.º    | Data de exibição      | Convidado(s)                                    |
| ------ | --------------------- | ----------------------------------------------- |
| 23     | 3 de outubro de 2016  | Lucas Lucco                                     |
| [ 33 ] |                       |                                                 |
|        |                       |                                                 |
|        |                       |                                                 |
| 24     | 4 de outubro de 2016  | Wanessa Camargo                                 |
| [ 34 ] |                       |                                                 |
|        |                       |                                                 |
|        |                       |                                                 |
| 25     | 5 de outubro de 2016  | César Filho, Elaine Mickely e MC João           |
| [ 35 ] |                       |                                                 |
|        |                       |                                                 |
|        |                       |                                                 |
| 26     | 6 de outubro de 2016  | Belo e Gracyanne Barbosa                        |
| [ 36 ] |                       |                                                 |
|        |                       |                                                 |
|        |                       |                                                 |
| 27     | 10 de outubro de 2016 | Tirullipa                                       |
| [ 37 ] |                       |                                                 |
|        |                       |                                                 |
|        |                       |                                                 |
| 28     | 11 de outubro de 2016 | Latino                                          |
| [ 38 ] |                       |                                                 |
|        |                       |                                                 |
|        |                       |                                                 |
| 29     | 12 de outubro de 2016 | Gusttavo Lima                                   |
| [ 39 ] |                       |                                                 |
|        |                       |                                                 |
|        |                       |                                                 |
| 30     | 13 de outubro de 2016 | Kéfera Buchmann, Juliana Silveira e Igor Rickli |
| [ 40 ] |                       |                                                 |
|        |                       |                                                 |
|        |                       |                                                 |
| 31     | 17 de outubro de 2016 | Rita Cadillac e Paula Fernandes                 |
| [ 41 ] |                       |                                                 |
|        |                       |                                                 |
|        |                       |                                                 |
| 32     | 18 de outubro de 2016 | Ticiane Pinheiro                                |
| [ 42 ] |                       |                                                 |
|        |                       |                                                 |
|        |                       |                                                 |
| 33     | 19 de outubro de 2016 | Beto Jamaica e Compadre Washington              |
| [ 43 ] |                       |                                                 |
|        |                       |                                                 |
|        |                       |                                                 |
| 34     | 20 de outubro de 2016 | César Menotti & Fabiano                         |
| [ 44 ] |                       |                                                 |
|        |                       |                                                 |
|        |                       |                                                 |
| 35     | 24 de outubro de 2016 | Roberto Justus                                  |
| [ 45 ] |                       |                                                 |
|        |                       |                                                 |
|        |                       |                                                 |
| 36     | 25 de outubro de 2016 | Richard Rasmussen                               |
| [ 46 ] |                       |                                                 |
|        |                       |                                                 |
|        |                       |                                                 |
| 37     | 26 de outubro de 2016 | Simone & Simaria                                |
| [ 47 ] |                       |                                                 |
|        |                       |                                                 |
|        |                       |                                                 |
| 38     | 27 de outubro de 2016 | João Kléber                                     |
| [ 48 ] |                       |                                                 |
|        |                       |                                                 |
|        |                       |                                                 |
| 39     | 31 de outubro de 2016 | Ana Hickmann                                    |
| [ 49 ] |                       |                                                 |
|        |                       |                                                 |
|        |                       |                                                 |

### Novembro
| N.º                 | Data de exibição       | Convidado(s)                                 |
| ------------------- | ---------------------- | -------------------------------------------- |
| 40                  | 1 de novembro de 2016  | Luana Piovani                                |
| [ 50 ]              |                        |                                              |
|                     |                        |                                              |
|                     |                        |                                              |
| 41                  | 2 de novembro de 2016  | Daniel                                       |
| [ 51 ]              |                        |                                              |
|                     |                        |                                              |
|                     |                        |                                              |
| 42                  | 3 de novembro de 2016  | Luciana Gimenez                              |
| [ 52 ]              |                        |                                              |
|                     |                        |                                              |
|                     |                        |                                              |
| 43                  | 7 de novembro de 2016  | Sérgio Mallandro                             |
| [carece de fontes?] |                        |                                              |
|                     |                        |                                              |
|                     |                        |                                              |
| 44                  | 8 de novembro de 2016  | Naiara Azevedo, Thaeme & Thiago              |
| [ 53 ]              |                        |                                              |
|                     |                        |                                              |
|                     |                        |                                              |
| 45                  | 9 de novembro de 2016  | Gilberto Barros                              |
| [ 54 ]              |                        |                                              |
|                     |                        |                                              |
|                     |                        |                                              |
| 46                  | 10 de novembro de 2016 | Buchecha e Paulo Henrique Amorim             |
| [ 55 ]              |                        |                                              |
|                     |                        |                                              |
|                     |                        |                                              |
| 47                  | 14 de novembro de 2016 | Gaby Amarantos                               |
| [ 56 ]              |                        |                                              |
|                     |                        |                                              |
|                     |                        |                                              |
| 48                  | 15 de novembro de 2016 | Fafá de Belém                                |
| [ 57 ]              |                        |                                              |
|                     |                        |                                              |
|                     |                        |                                              |
| 49                  | 16 de novembro de 2016 | Fernando & Sorocaba                          |
| [ 58 ]              |                        |                                              |
|                     |                        |                                              |
|                     |                        |                                              |
| 50                  | 17 de novembro de 2016 | Daniel Alves                                 |
| [ 59 ]              |                        |                                              |
|                     |                        |                                              |
|                     |                        |                                              |
| 51                  | 21 de novembro de 2016 | Sandy, Tiago Iorc e Bruce Buffer             |
| [ 60 ]              |                        |                                              |
|                     |                        |                                              |
|                     |                        |                                              |
| 52                  | 22 de novembro de 2016 | Marcelo Tas e Ximbinha                       |
| [ 61 ]              |                        |                                              |
|                     |                        |                                              |
|                     |                        |                                              |
| 53                  | 23 de novembro de 2016 | João Neto & Frederico                        |
| [ 62 ]              |                        |                                              |
|                     |                        |                                              |
|                     |                        |                                              |
| 54                  | 24 de novembro de 2016 | João Doria e Evandro Mesquita                |
| [ 63 ]              |                        |                                              |
|                     |                        |                                              |
|                     |                        |                                              |
| 55                  | 28 de novembro de 2016 | Juliana Salimeni e João Bosco & Vinícius     |
| [ 64 ]              |                        |                                              |
|                     |                        |                                              |
|                     |                        |                                              |
| 56                  | 29 de novembro de 2016 | Cristiane Cardoso, Renato Cardoso e MC Sapão |
| [ 65 ]              |                        |                                              |
|                     |                        |                                              |
|                     |                        |                                              |
| 57                  | 30 de novembro de 2016 | Dr. Rey                                      |
| [ 66 ]              |                        |                                              |
|                     |                        |                                              |
|                     |                        |                                              |

### Dezembro
| N.º    | Data de exibição       | Convidado(s)                            |
| ------ | ---------------------- | --------------------------------------- |
| 58     | 1 de dezembro de 2016  | Nany People                             |
| [ 67 ] |                        |                                         |
|        |                        |                                         |
|        |                        |                                         |
| 59     | 5 de dezembro de 2016  | Marcelo de Carvalho                     |
| [ 68 ] |                        |                                         |
|        |                        |                                         |
|        |                        |                                         |
| 60     | 6 de dezembro de 2016  | Suzana Vieira                           |
| [ 69 ] |                        |                                         |
|        |                        |                                         |
|        |                        |                                         |
| 61     | 7 de dezembro de 2016  | Carlos Villagrán                        |
| [ 70 ] |                        |                                         |
|        |                        |                                         |
|        |                        |                                         |
| 62     | 8 de dezembro de 2016  | Edson & Hudson                          |
| [ 71 ] |                        |                                         |
|        |                        |                                         |
|        |                        |                                         |
| 63     | 12 de dezembro de 2016 | Maria Cecília & Rodolfo e Cátia Fonseca |
| [ 72 ] |                        |                                         |
|        |                        |                                         |
|        |                        |                                         |
| 64     | 13 de dezembro de 2016 | Turma do Encrenca e Gustavo Mioto       |
| [ 73 ] |                        |                                         |
|        |                        |                                         |
|        |                        |                                         |
| 65     | 14 de dezembro de 2016 | Xuxa                                    |
| [ 74 ] |                        |                                         |
|        |                        |                                         |
|        |                        |                                         |
| 66     | 15 de dezembro de 2016 | Duda Nagle e Sabrina Sato               |
| [ 75 ] |                        |                                         |
|        |                        |                                         |
|        |                        |                                         |
| 67     | 19 de dezembro de 2016 | Valesca e Cristiana Oliveira            |
| [ 76 ] |                        |                                         |
|        |                        |                                         |
|        |                        |                                         |
| 68     | 20 de dezembro de 2016 | Sidney Magal e Humberto & Ronaldo       |
| [ 77 ] |                        |                                         |
|        |                        |                                         |
|        |                        |                                         |
| 69     | 21 de dezembro de 2016 | Geraldo Luís e MC Kevinho               |
| [ 78 ] |                        |                                         |
|        |                        |                                         |
|        |                        |                                         |
| 70     | 22 de dezembro de 2016 | Munhoz & Mariano e Tirullipa            |
| [ 79 ] |                        |                                         |
|        |                        |                                         |
|        |                        |                                         |
| 71     | 26 de dezembro de 2016 | Naldo Benny e Celso Freitas             |
| [ 80 ] |                        |                                         |
|        |                        |                                         |
|        |                        |                                         |
| 72     | 27 de dezembro de 2016 | Molejo e Loubet                         |
| [ 81 ] |                        |                                         |
|        |                        |                                         |
|        |                        |                                         |

## 2017

### Março
| N.º    | Data de exibição    | Convidado(s)                                  |
| ------ | ------------------- | --------------------------------------------- |
| 73     | 6 de março de 2017  | Claudia Leitte                                |
| [ 82 ] |                     |                                               |
|        |                     |                                               |
|        |                     |                                               |
| 74     | 7 de março de 2017  | Eri Johnson e Whindersson Nunes               |
| [ 83 ] |                     |                                               |
|        |                     |                                               |
|        |                     |                                               |
| 75     | 8 de março de 2017  | Bianca Rinaldi                                |
| [ 84 ] |                     |                                               |
|        |                     |                                               |
|        |                     |                                               |
| 76     | 9 de março de 2017  | Zé Felipe e João Guilherme Ávila              |
| [ 85 ] |                     |                                               |
|        |                     |                                               |
|        |                     |                                               |
| 77     | 13 de março de 2017 | Kayky Brito e Stephany Brito                  |
| [ 86 ] |                     |                                               |
|        |                     |                                               |
|        |                     |                                               |
| 78     | 14 de março de 2017 | Zé Neto & Cristiano e Letícia Datena          |
| [ 87 ] |                     |                                               |
|        |                     |                                               |
|        |                     |                                               |
| 79     | 15 de março de 2017 | Andreia Sorvetão e Conrado                    |
| [ 88 ] |                     |                                               |
|        |                     |                                               |
|        |                     |                                               |
| 80     | 16 de março de 2017 | Marília Mendonça e Mara Maravilha             |
| [ 89 ] |                     |                                               |
|        |                     |                                               |
|        |                     |                                               |
| 81     | 20 de março de 2017 | Amin Khader, Fabíola Reipert e Poliana Rozado |
| [ 90 ] |                     |                                               |
|        |                     |                                               |
|        |                     |                                               |
| 82     | 21 de março de 2017 | Solange Almeida e Thaís Fersoza               |
| [ 91 ] |                     |                                               |
|        |                     |                                               |
|        |                     |                                               |
| 83     | 22 de março de 2017 | Rafinha Bastos                                |
| [ 92 ] |                     |                                               |
|        |                     |                                               |
|        |                     |                                               |
| 84     | 23 de março de 2017 | Thammy Miranda e Gabriel Miranda              |
| [ 93 ] |                     |                                               |
|        |                     |                                               |
|        |                     |                                               |
| 85     | 27 de março de 2017 | Antonia Fontenelle e Lexa                     |
|        |                     |                                               |
|        |                     |                                               |
|        |                     |                                               |
| 86     | 28 de março de 2017 | Guilherme e Santiago e Sérgio Marone          |
|        |                     |                                               |
|        |                     |                                               |
|        |                     |                                               |